# 科洛德金山
71°45′S 12°37′E / 71.750°S 12.617°E
科洛德金山（英語：Mount Kolodkin）是南極洲的山峰，位於東部南極洲的毛德皇后地，屬於沃爾塔特山脈中南彼得曼山脈的一部分，處於皮涅金峰東南面3公里，海拔高度2,525米，由德國的探險隊發現。